# David Allen Sibley
David Allen Sibley (* 22. října 1961 Plattsburgh, New York) je americký ornitolog. Je autor a ilustrátor určovací příručky The Sibley Guide to Birds, která soupeří s průvodcem Rogera Toryho Petersona o titul „nejobsáhlejší terénní příručka pro určování ptáků v Severní Americe“.

## Životopis
David Sibley je syn ornitologa Freda Sibleyho z Yaleovy univerzity. Ptákům se věnoval již v dětství. Plně se začal věnovat pozorováním ptáků v Cape May Point ve státě New Jersey v roce 1980, poté co zanechal studia na vysoké škole. Jako ilustrátor ptáků, který je z velké části samouk, se inspiroval k vytvoření vlastního ilustrovaného terénního průvodce, když v 80. a 90. letech 20. století vedl exkurze za pozorováním ptáků a zjistil, že stávající terénní průvodci většinou neilustrují ani nepopisují alternativní opeření nebo opeření mladých ptáků. Velký vliv na jeho vlastní tvorbu měl evropský ilustrátor divoké přírody Lars Jonsson.
Sibley je ženatý, má dva syny. V současné době žije v Concordu ve státě Massachusetts. Není známo, že by byl příbuzným ornitologa Charlese Sibleyho, ačkoli jeho otec u něj studoval a pracoval pro něj na Yaleově univerzitě. Charles provedl genealogický výzkum, ale zjistil, že si nemohou být bližší než bratranci ze čtvrtého kolena. 

## Dílo
Sibley napsal a ilustroval:
- The Birds of Cape May
- Sibley's Birding Basics
- The Sibley Guide to Birds
- The Sibley Guide to Bird Life and Behavior
- The Sibley Field Guide to Birds of Eastern North America
- The Sibley Field Guide to Birds of Western North America
- Hawks in Flight
- The Sibley Guide to Trees
- What It's Like to Be a Bird: From Flying to Nesting, Eating to Singing--What Birds Are Doing, and Why
- Bright Wings: An Illustrated Anthology of Poems About Birds

## Ocenění
V roce 2002 obdržel od American Birding Association cenu Rogera Toryho Petersona za celoživotní přínos k propagaci ptactva. V roce 2006 mu byla udělena Eisenmannova medaile Linného společnosti v New Yorku.